# 丸栖村
丸栖村（まるすむら）は、和歌山県那賀郡にあった村。現在の紀の川市貴志川町丸栖・貴志川町北山にあたる。

## 地理
- 河川：貴志川、丸田川

## 歴史
- 1889年（明治22年）4月1日 - 町村制の施行により、丸栖村・北山村の区域をもって発足。
- 1955年（昭和30年）3月31日 - 中貴志村・東貴志村・西貴志村と合併して貴志川町が発足。同日丸栖村廃止。